# Gretelise Holm
Gretelise Holm (født 22. marts 1946 i Tønder) er en dansk journalist, forfatter og samfundsdebattør, særligt engageret i ligestillingsspørgsmål.

## Baggrund
Gretelise Holm er født i 1946 i Tønder, men voksede op omkring Kolding. Hun startede i 1. klasse på Vester Nebel Skole, hvorfra turen gik videre til Bramdrup Skole, Harte Skole, Søndervangsskolen i Kolding og Vejstrup Skole, hvor hun i 1960 gik ud af 7. klasse. I 1963 tog hun præliminæreksamen fra Kolding Private Realskole, og få uger senere blev hun – som 17-årig – journalistelev på Kolding Folkeblad (1963-65).
I bogen Min barndom i 50'erne skriver hun: "Jeg er etnisk dansk, så langt min familie kan spores på begge sider, og jeg er vokset op i Danmark, men alligevel kommer jeg – ligesom en del indvandrere – fra et land, som var præget af fattigdom og religiøsitet, jomfrudyrkelse.(...)I det land, som jeg kommer fra, kunne småbørn i mine forældres generation stadig blive sendt hjemmefra for at arbejde under slavelignende forhold, og jeg selv og mine søskende boede i huse uden indlagt vand og sanitet og somme tider også uden elektricitet.(...) [Mine forældre] fik aldrig arbejdet sig op til en gård, men jeg fik 10 forskellige barndomshjem i forskellige grader af forfald, og jeg kom til at gå i seks forskellige skoler." 
Gretelise Holm blev også den med den længste skoleuddannelse i sin familie. Det skyldtes hendes gode hoved og stålsatte mor, der fik sat igennem, at kommunen betalte datterens private plads på realskolen i Kolding, så hun undgik at komme ud at tjene som 14-årig. Men ellers mærkede Gretelise Holm ikke meget til 50'ernes økonomiske opsving. I sit bidrag, "Livet i landdistrikterne", kan hun fortælle om en opvækst i yderste armod og vanrøgt som barn i det, man i dag kalder for en nomadefamilie, med 10 børn, hvoraf de otte levede op. "Efter udgivelsen af mine erindringer [Gretelises Danmarkshistorie] har jeg været en del rundt for at fortælle om min opvækst i landdistrikterne, og det har slået mig, hvor lidt vi i Danmark har kendt til hinandens levevilkår, og hvor lidt vi i dag kender til hinandens historie."

## Karriere og familie
Gretelise Holm var i en lang årrække dagbladsjournalist, først ved Berlingske og senere ved Politiken i København, indtil hun i 1983 blev lektor og prorektor ved Danmarks Journalisthøjskole i Århus. Samtidig var hun ekstern lektor i offentlig information på Aarhus Universitet.
I begyndelsen af 1990'erne var hun redaktør i Kvinden og Samfundet, der udgives af Dansk Kvindesamfund og er verdens ældste eksisterende kvindeblad.
Sammen med sin mand, dr. med. Knut Wallevik, der arbejdede som rådgiver for Danida, var Gretelise Holm i årene 1993-98 bosat i Zimbabwe i det sydlige Afrika. Tiden i Zimbabwe har inspireret både hendes journalistiske og skønlitterære arbejde; ikke mindst finder man tydelige spor i hendes første kriminalroman Mercedes-Benz syndromet (1998), der handler om afrikanske kvinders rettigheder og forhold. I 2000 modtog hun Det Danske Kriminalakademis debutantpris for denne bog.
Gretelise Holm har gennem årene skrevet mere end 30 bøger, først fag- og debatbøger og derefter børne- og ungdomsromaner. I 2002 udkom Paranoia, det første bind i krimiserien om Karin Sommer. To af bøgerne i Sommer-serien har været nomineret til Glasnøglen ("Årets bedste skandinaviske krimi"). Karin Sommer-serien er også udkommet i Tyskland, Holland, Norge, Sverige og Tjekkiet.
Titler i Sommer-serien:
- 2002: Paranoia
- 2003: Robinsonmordene
- 2005: Under fuld bedøvelse
- 2007: Nedtælling til mord
- 2010: Møgkællinger

Hendes erindringer fortælles i de to bøger Jesus, pengene og livet og Kærligheden, kampen og kloden.
Holm modtog i 1980 PH-prisen for sin sociale journalistik i Politiken, og i 1990 Ingrid Jespersens store legat for sit arbejde med køn og ligestilling.
Gretelise Holm har to døtre, samt fem børnebørn. Hun er dels bosat på Sydsjælland i et gammelt bindingsværks-husmandssted i nærheden af Præstø, hvor hun har sit arbejdsværelse på kvisten i den gamle staldlænge; dels i en lille lejlighed i København;  desuden har hun et sommerhus ved Hirtshals. 